# Highschool of the Dead
Highschool of the Dead (学園黙示録 HIGHSCHOOL OF THE DEAD, Gakuen Mokushiroku Haisukūru obu za Deddo, lit.  "Escola dos Mortos") ou popularmente conhecido apenas pela abreviação H.O.T.D, é o título de uma série de mangá escrito por Daisuke Satō e ilustrado por Shōji Satō. A história segue um grupo de estudantes e uma médica escolar, lutando para sobreviver diante de uma epidemia mundial, que transformou as pessoas em zumbis. A série começou a ser serializado na revista mensal da Fujimi Shobo Monthly Dragon Age em agosto de 2006 até março de 2013, a série está atualmente em hiato. O primeiro volume tankōbon foi lançado pela editora Kadokawa Shoten em 1 de março de 2007, com um total de 7 volumes lançado no Japão até em 25 de abril de 2011. No Brasil, é publicado e licenciado pela editora Panini desde março de 2010.[carece de fontes?]
O mangá ganhou uma adaptação em uma série de televisão em anime produzido pelo estúdio Madhouse, onde o enredo de todo o anime cobriu os 5 primeiros volumes do mangá, que começou a ser exibido entre 5 de julho de 2010 e 20 de setembro de 2010 com um total de 12 episódios. Um episódio OVA foi lançado no segundo trimestre de 2011.
Em Portugal, a série de televisão em anime estreou desde 7 de abril de 2021 na RTP2 com legendagem portuguesa na versão original japonesa e intitulou-se como The Highschool of the Dead - A Escola dos Mortos. A série de anime também está disponível na plataforma paga de streaming Netflix.

## Enredo
Numa manhã comum tudo acontecia normal como em qualquer outro dia. Do telhado, Komuro Takashi, o personagem principal, observa um estranho acontecimento nos portões do colégio: um homem suspeito está causando confusão. Um dos professores ao tentar expulsá-lo, acaba sendo mordido pelo homem suspeito e em meio a gritos de desespero dos outros professores ele se levanta, porém agora ele é um zumbi. Ele então começa a comer os outros professores que estavam com ele. Vendo isso, Takashi corre de volta para dentro do colégio e se une junto com sua amiga Miyamoto Rei e o namorado dela Igou Hisashi do qual é o melhor amigo. Agora o colégio já está infestado de professores e outros colegiais zumbis. Os três decidem então ir até o telhado, mas no caminho eles encontram um professor que foi transformado em zumbi. Esse professor acaba por morder Hisashi, que fica com o braço ferido. Após eliminarem o zumbi, eles conseguem chegar até o telhado da escola, além de encontrar diversos zumbis e alunos normais sendo atacados por eles em seu caminho. No telhado Hisashi começa a sentir os primeiros efeitos da mordida provocada pelo zumbi. Aos poucos ele começa a se transformar, até chegar ao ponto dele perder a consciência e ameaça atacar a Rei, Takashi ao ver que seu amigo não era mais ele, decide então atacá-lo, acertando sua cabeça com um bastão de beisebol. Após uma série de eventos dentro do colégio, Takashi e Rei se encontram com as personagens: Busujima Saeko, Takagi Saya, Hirano Kouta e com a enfermeira Marikawa Shizuka. Assim então começa a história de sobrevivência desse simples grupo escolar, em meio a uma enorme quantidade de zumbis, que se espalha por toda a cidade.

## Mídia

### Mangá
O mangá é escrito por Daisuke Sato e ilustrado por Shoji Sato e começou a ser serializado em agosto de 2006 na revista mensal Monthly Dragon Age da editora Kadokawa Shoten. Atualmente o mangá já possui 7 volumes. A obra esteve parada desde o fim de 2008, voltando em fevereiro de 2010, com outro pequeno intervalo em hiato entre maio e julho de 2010. O mangá voltou a ser publicado em abril de 2013 e depois do lançamento do capítulo 30 entrou em hiato novamente, só que em março de 2017, o mangá foi suspenso indefinidamente por causa da morte do autor Daisuke Satou, aos 52 anos.
Uma versão que continha todas as páginas coloridas dos 7 volumes foi serializado no Japão entre fevereiro de 2011 á março de 2013, chamado Highschool of the Dead: Full-Color Edition (学園黙示録 HIGHSCHOOL OF THE DEAD FULL COLOR EDITION). O mangá foi licenciado para lançamento internacional em várias línguas e regiões. É publicado na Espanha pela Glénat España, na Alemanha pela Carlsen, em inglês nos EUA e no Canadá pela editora Yen Press, na França e no Canadá em francês pela Pika Edition, e no Taiwan pela Kadokawa Media. No Brasil, é publicado e licenciado pela editora Panini desde março de 2010, também no Brasil foi publicado a edição de luxo Full Color Edition em maio de 2013 á maio de 2014.[carece de fontes?]
Um mangá crossover de Shouji Sato, chamado Shōji Sato Artworks: Highschool of the Dead & Triage X - Lightning Pop (佐藤ショウジアートワークス 学園黙示録HIGHSCHOOL OF THE DEAD＆トリアージＸ LIGHTNING POP, Satō Shōji Ātowākusu: Gakuen Mokushiroku Haisukūru obu za Deddo & Toriāji Ekkusu Raitoningu Poppu), foi publicado em 9 de agosto de 2012, mostrando personagens de Triage X (outro trabalho de Sato) com os do H.O.T.D.

### Anime
O anime foi produzido pelo estúdio Madhouse, com direção de Tetsuro Araki. A série começou a ser exibida na emissora japonesa AT-X em 5 de julho de 2010 e dias depois retransmitida em sete outras emissoras japonesas. Sua transmissão terminou em 20 de setembro de 2010 com 12 episódios ao todo. Os episódios da série foram lançados em DVD e Blu-Ray por Geneon Universal Entertainment. O primeiro DVD/Blu-ray foi lançado em 22 de setembro de 2010 e possui os episódios 1 e 2. O segundo DVD/Blu-ray foi lançado em 27 de outubro de 2010 com os episódios 3 e 4. O terceiro DVD/Blu-ray foi lançado em 24 de novembro de 2010 com os episódios 5 e 6. O quarto DVD/Blu-ray foi lançado em 22 de dezembro de 2010 com os episódios 7 e 8. O quinto DVD/Blu-ray foi lançado em 26 de janeiro de 2011 com os episódios 9 e 10. O sexto DVD/Blu-ray foi lançado em 23 de fevereiro de 2011 com os episódios 11 e 12.
Em Portugal está disponível na Netflix desde 7 de outubro de 2017, e a partir de 7 de abril de 2021 será exibido na RTP2.

### OVA
O sétimo volume do mangá que foi lançado em 24 de abril de 2011, foi mais tarde acompanhado com um episódio OVA lançado em DVD/Blu-ray, com aproximadamente 20 minutos de duração, que foi lançado em 26 de abril de 2011.

### Trilha sonora
Em 18 de agosto de 2010 foi lançado o single da abertura "HIGHSCHOOL OF THE DEAD", o single é cantado por Kyoudan Kishida & The Akeboshi Rockets. Cada episódio do anime possui uma música-tema de encerramento diferente, possuindo ao todo 12 encerramentos. Em 22 de setembro de 2010 o álbum com as 12 músicas de encerramento do anime foi lançado. Todas as 12 músicas de encerramento são cantadas pela cantora Maon Kurosaki. Também em 22 de setembro de 2010 foi lançado o álbum com as OSTs do anime, com o título de "Highschool of the Dead - Original Soundtrack". O álbum com as OSTs do anime possui ao todo 25 canções, do qual se destaca a música "O,Spirit" e juntamente com a música tema de abertura e a primeira música tema de encerramento ("Kimi to Taiyou ga Shinda hi") em suas versões curtas. Em 27 de outubro de 2010 o álbum com a música inserida no anime "Infection" cantada por MELL foi lançado. No final do primeiro episódio, uma das faixas musicais é intencionalmente semelhante a "In the House,In a Heartbeat", do filme O Extermínio (28 Days Later), composta por John Murphy. Um pequeno trailer, foi lançado para promover o lançamento do álbum com as músicas de encerramento do anime cantadas por Maon Kurosaki.

#### Músicas do anime
Música Tema de Abertura
- HIGHSCHOOL OF THE DEAD por Kishida Kyōdan & The Akeboshi Rockets

Músicas Temas de Encerramentos
| N.º | Título                        | Duração |  |
| 1.  | "Kimi to Taiyou ga Shinda Hi" | 2:23    |  |
| 2.  | "Color me dark"               | 4:05    |  |
| 3.  | "Return to Destiny"           | 3:42    |  |
| 4.  | "Cold bullet blues"           | 5:53    |  |
| 5.  | "Memories of days gone by"    | 5:11    |  |
| 6.  | "Under the Honey Shine"       | 4:53    |  |
| 7.  | "Fuss Fuzz"                   | 4:33    |  |
| 8.  | "The Place of Hope"           | 3:24    |  |
| 9.  | "Houseki no Spy"              | 4:45    |  |
| 10. | "THE last pain"               | 4:14    |  |
| 11. | "Hollow Men"                  | 4:48    |  |
| 12. | "The Eternal Song"            | 5:01    |  |
| 13. | "Best Friend"                 |         |  |

Músicas Temas Inseridas
- Infection por MELL
- O, Spirit por Fukunaga Sayo

## Recepção

### Recepção do mangá
No Japão, o sexto volume de Highschool of the Dead alcançou a posição #5 na Oricon entre 5 de julho e 11 de julho de 2010, vendendo 92,040 cópias, e #13 entre 12 de julho e 18 de julho de 2010, vendendo 43,714 cópias para um total de 135,754 cópias. O sétimo volume de Highschool of the Dead alcançou o #11 na Oricon entre 2 de maio e 8 de maio de 2011, vendendo 57,016 cópias, #2 entre 9 de maio e 15 de maio de 2011, vendendo 115,154 cópias, e #19 entre 16 de maio e 22 de maio de 2011, vendendo 34,362 cópias para um total de 206,532 cópias.
Na América do Norte, o segundo volume de H.O.T.D. chegou na lista de mangás Best-Selling do The New York Times, atingindo #4 entre 24 de abril e 30 de abril de 2011, #10 entre 1 de maio e 7 de maio de 2011, e #8 entre 8 de maio e 14 de maio de 2011.
Andy Hanley do UK Anime Network resumiu o primeiro volume do mangá como: "Nada inovador aqui, mais um volume de diversão sem sentido que traz todo o entretenimento sangrento de um apocalipse zumbi para a página impressa". Chris Lanxon do Wired UK elogia a sua qualidade de produção, apesar de ter nenhum único elemento original.
Numa Comic-Con em um painel dos "Melhores e Piores Mangás", foi listado entre os "Piores Mangás" em uma série de rápidas perguntas.

### Recepção do anime
Para a adaptação em anime, Chris Beveridge de Mania.com comentou o primeiro episódio, "Há muito o que desejar aqui se você está procurando algo além dos dramas de ensino médio habituais e comédias dos últimos anos". Zac Bertschy do Anime News Network, classificou o primeiro episódio de, "Ter sido facilmente escrito por um gerador de script ou um fã de horror, com 19 minutos de matança".
Em março de 2015, o Ministério da Cultura Chinês anunciou uma repressão em sites de hospedagem de animes de conteúdo excessivamente violento ou sexual, com Highschool of the Dead sendo apontado como um exemplo, devido ao seu conteúdo sexual; o Ministério descreveu como "limítrofe pornográfico".

## Aparição em outros títulos
O ilustrador Shoji Sato desenhou os personagens Rei e Saeko em ilustrações do mangá crossover do Triage X e no videogame Lollipop Chainsaw, onde seus uniformes do ensino médio estão disponíveis como trajes desbloqueáveis para a personagem principal Juliet Starling. Eles também foram destaque brevemente no meio do episódio 4 de Ano Natsu de Matteru.